# Nathaniel Wood
Nathaniel Wood, né le 5 août 1993 à Londres en Angleterre est un pratiquant anglais d'arts martiaux mixtes (MMA). Il combat dans la catégorie des poids plumes à l'Ultimate Fighting Championship.
Professionnel depuis 2012, il était champion des poids coqs du Cage Warriors de 2017 à 2018.

## Palmarès en arts martiaux mixtes
| 27 combats     | 21 victoires | 6 défaites |
| Par KO         | 8            | 2          |
| Par soumission | 5            | 2          |
| Sur décision   | 8            | 2          |

| Résultat | Record | Adversaire            | Méthode                           | Événement                                  | Date             | Round | Temps | Lieu                                    | Notes                                               |
| -------- | ------ | --------------------- | --------------------------------- | ------------------------------------------ | ---------------- | ----- | ----- | --------------------------------------- | --------------------------------------------------- |
| Victoire | 21-6   | Morgan Charrière      | Décision unanime                  | UFC Fight Night: Edwards vs. Brady         | 22 mars 2025     | 3     | 5:00  | Londres, Angleterre                     |                                                     |
| Victoire | 20-6   | Daniel Pineda         | Décision unanime                  | UFC 304                                    | 27 juillet 2024  | 3     | 5:00  | Manchester, Angleterre                  |                                                     |
| Défaite  | 19-6   | Muhammad Naimov       | Décision unanime                  | UFC 294                                    | 21 octobre 2023  | 3     | 5:00  | Abu Dhabi, Émirats Arabes Unis          |                                                     |
| Victoire | 19-5   | Andre Fili            | Décision unanime                  | UFC Fight Night: Aspinall vs. Tybura       | 22 juillet 2023  | 3     | 5:00  | Londres, Angleterre                     |                                                     |
| Victoire | 18-5   | Charles Jourdain      | Décision unanime                  | UFC Fight Night: Gane vs. Tuivasa          | 3 septembre 2022 | 3     | 5:00  | Paris, France                           |                                                     |
| Victoire | 17-5   | Charles Rosa          | Décision unanime                  | UFC Fight Night: Blaydes vs. Aspinall      | 23 juillet 2022  | 3     | 5:00  | Londres, Angleterre                     | Début en poids plumes.                              |
| Défaite  | 16-5   | Casey Kenney          | Décision unanime                  | UFC 254                                    | 24 octobre 2020  | 3     | 5:00  | Abu Dhabi, Émirats Arabes Unis          | Combat en poids intermédiaire. Combat de la soirée. |
| Victoire | 16-4   | John Castañeda        | Décision unanime                  | UFC on ESPN: Whittaker vs. Till            | 26 juillet 2020  | 3     | 5:00  | Abu Dhabi, Émirats Arabes Unis          |                                                     |
| Défaite  | 15-4   | John Dodson           | TKO (coups de poing)              | UFC Fight Night: Anderson vs. Błachowicz 2 | 15 février 2020  | 3     | 0:16  | Rio Rancho, Nouveau-Mexique, États-Unis |                                                     |
| Victoire | 15-3   | José Alberto Quiñónez | Soumission (étranglement arrière) | UFC Fight Night: Till vs. Masvidal         | 16 mars 2019     | 2     | 2:46  | Londres, Angleterre                     |                                                     |